# HMS Prometheus (1898)
HMS Prometheus – brytyjski krążownik pancernopokładowy typu Pelorus, zbudowany w latach 1887−1900 w stoczni Earles Shipbuilding. Został złomowany tuż przed wybuchem I wojny światowej.

## Historia
Budowa HMS „Prometheus” rozpoczęła się w stoczni Earles Shipbuilding w Hull w 1897 roku. Wodowanie miało miejsce 20 października 1898 roku. Na okręcie zainstalowano uzbrojenie w 1899 roku, w styczniu 1900 roku zakończyły się prace wyposażeniowe, po czym okręt wszedł do służby w Royal Navy. We wrześniu 1901 roku wszedł w skład eskadry kanału La Manche. W 1902 roku brał udział uroczystej paradzie floty z okazji koronacji króla Edwarda VII. Okręt został sprzedany na złom 28 maja 1914 roku.